# Sorbus puellarum
Sorbus puellarum är en rosväxtart som beskrevs av Meierott. Sorbus puellarum ingår i släktet oxlar, och familjen rosväxter. Inga underarter finns listade i Catalogue of Life.

## Bildgalleri

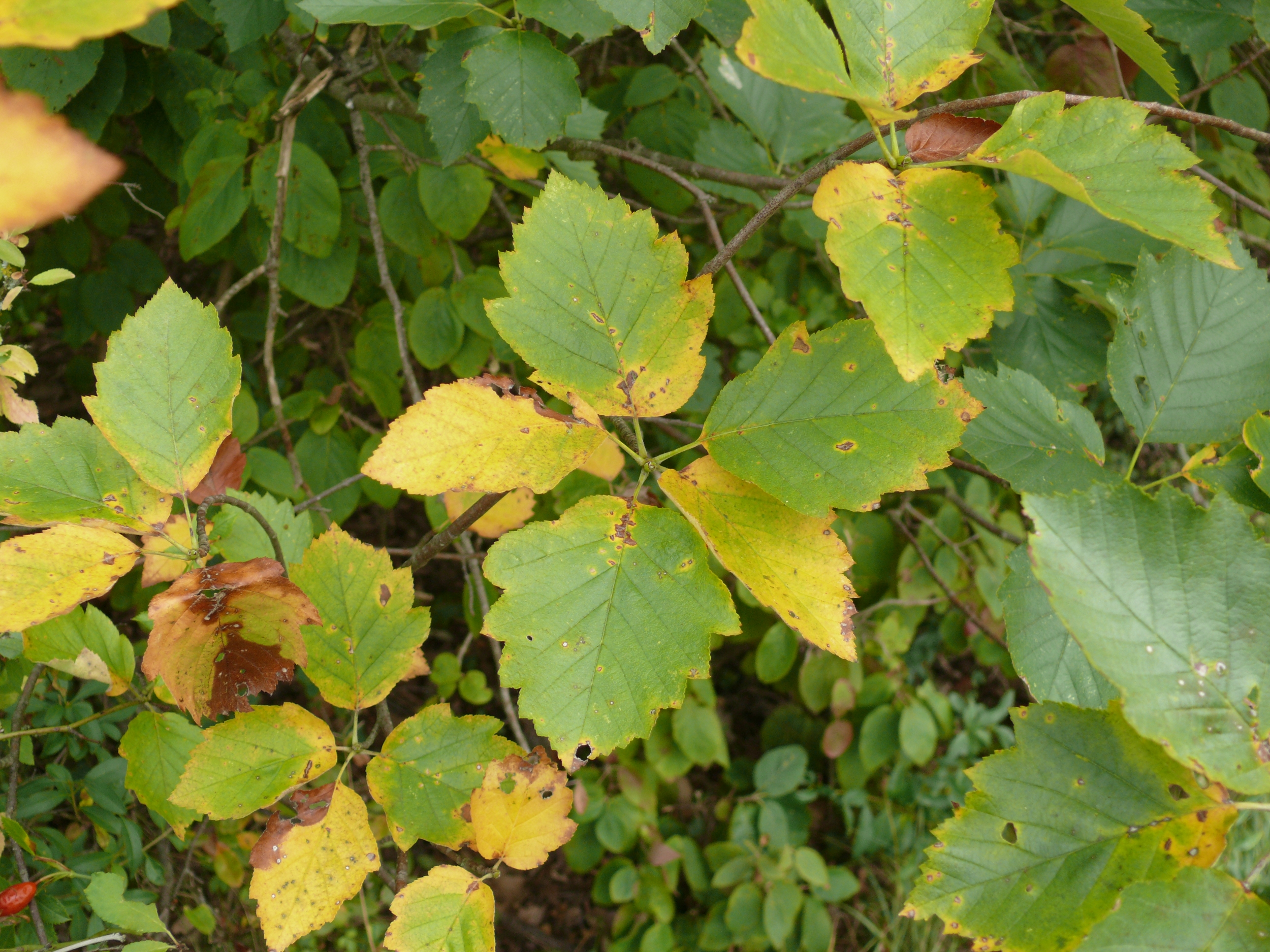
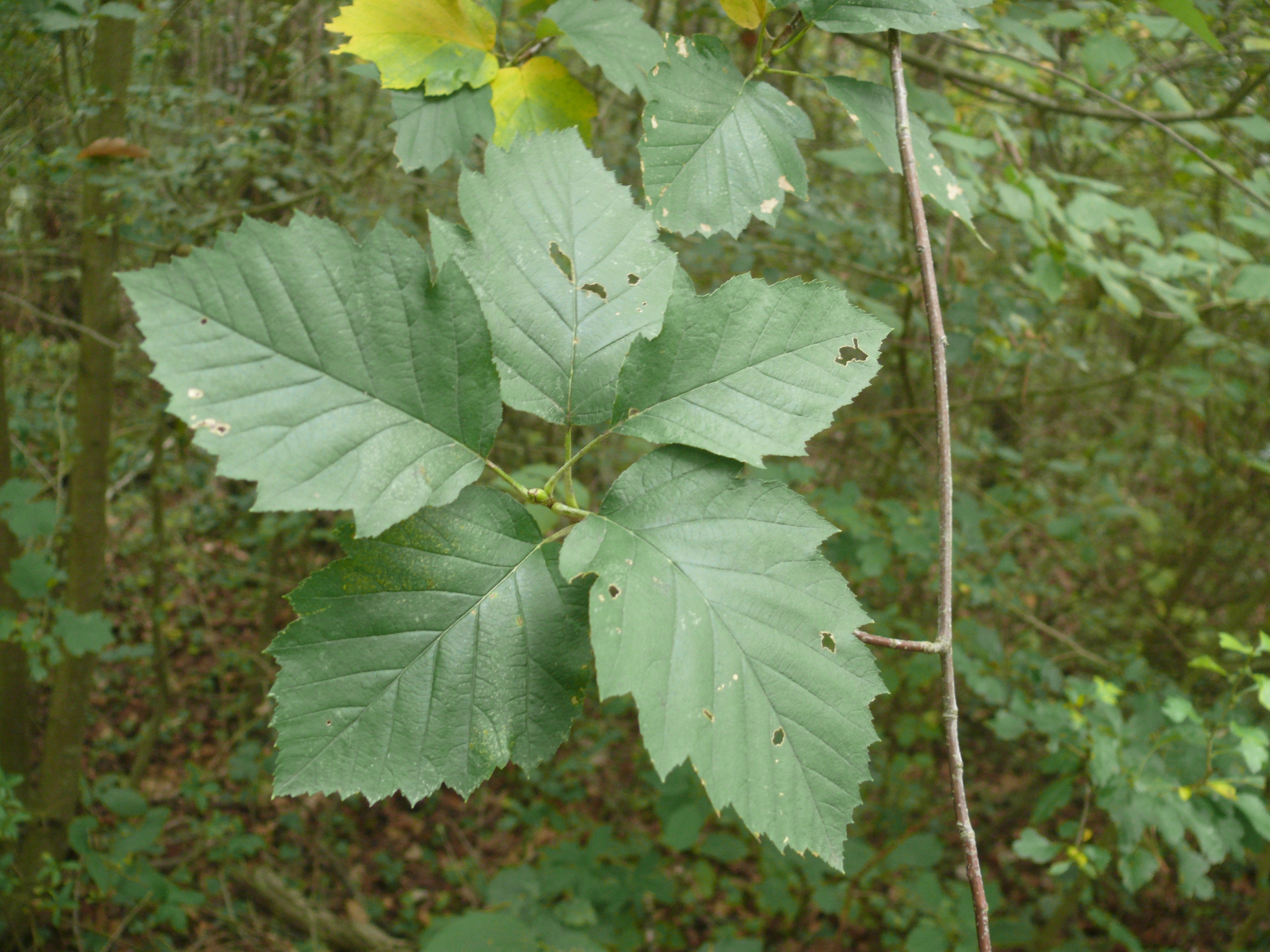
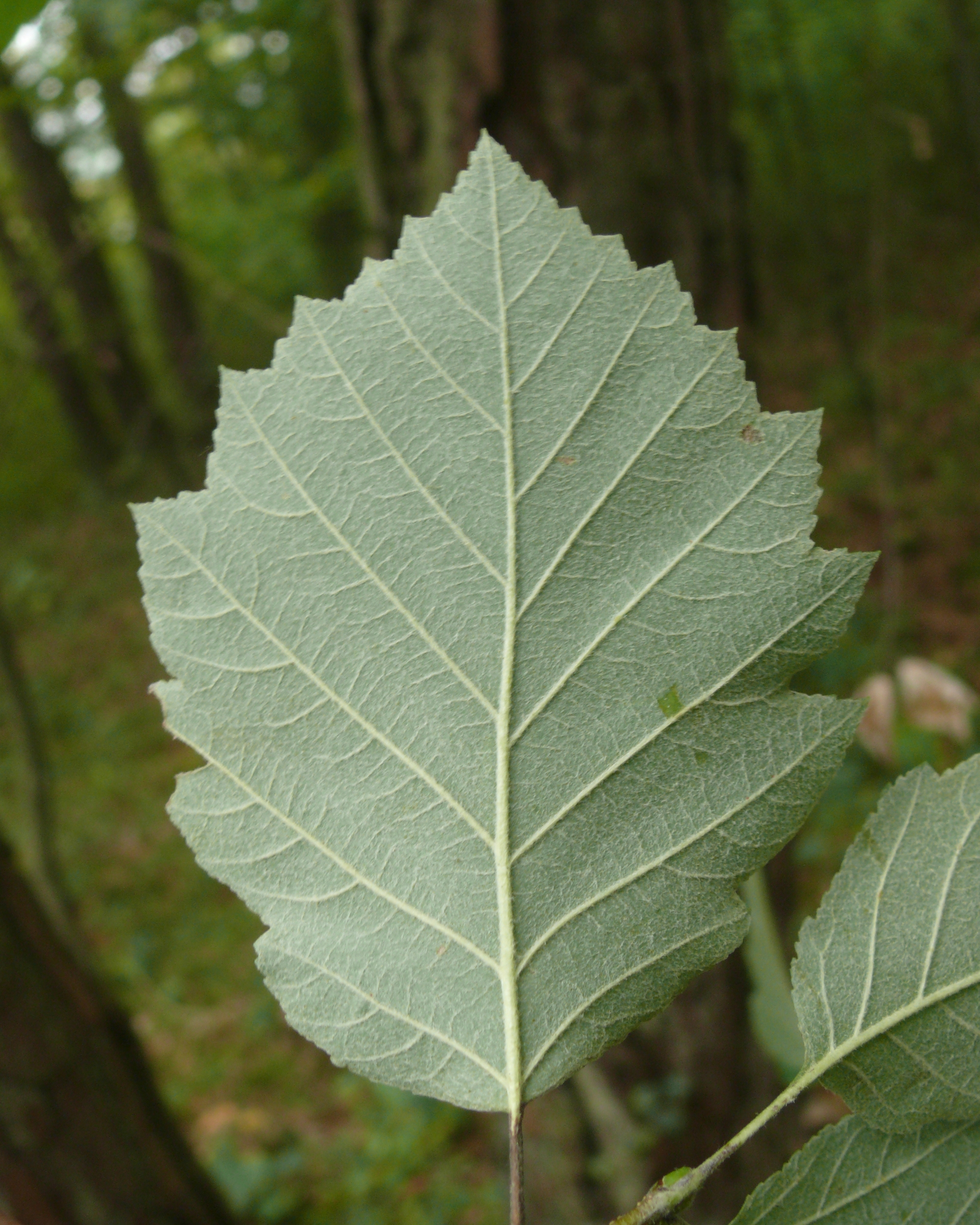
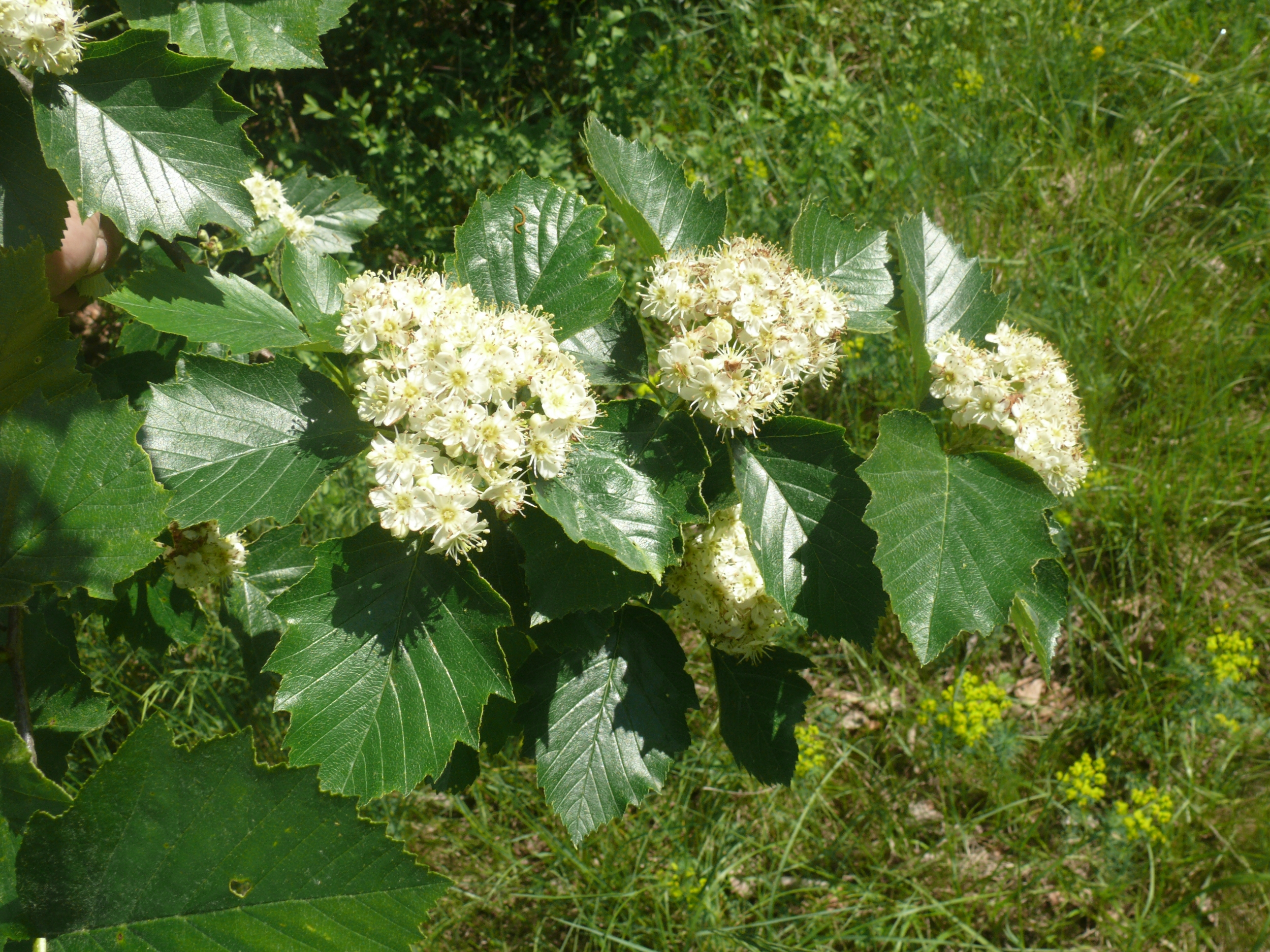
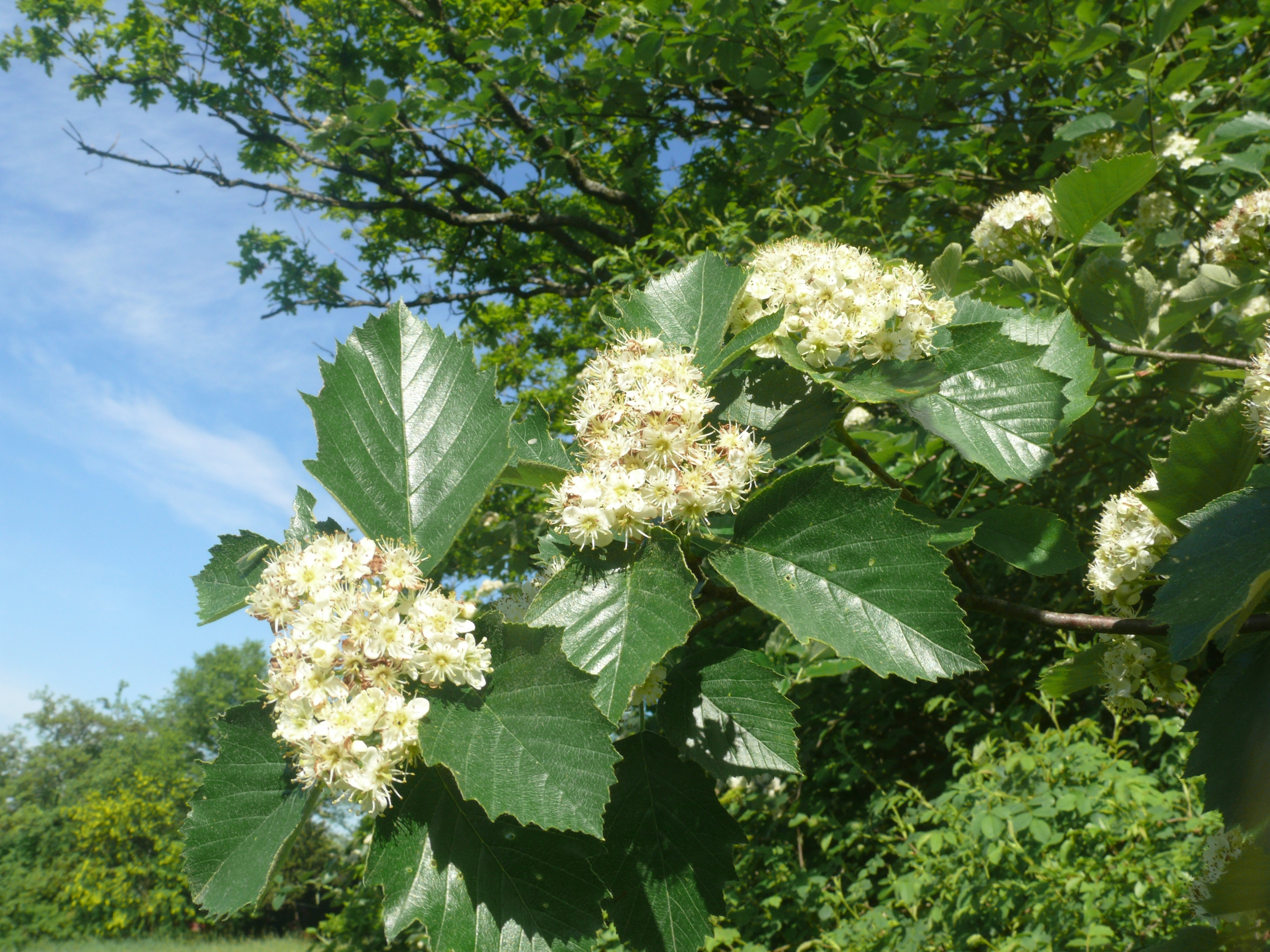
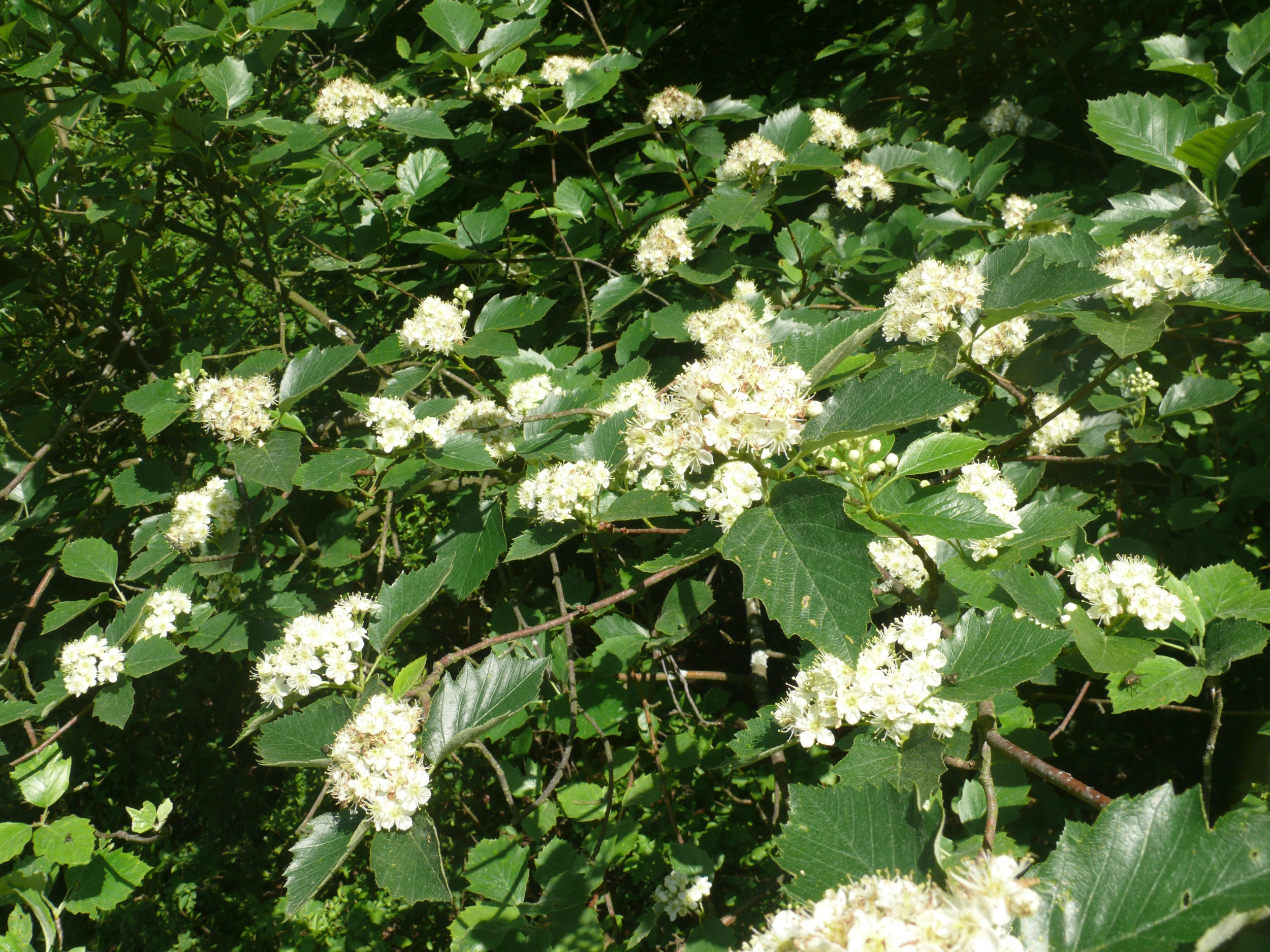